# Сихвинская ПЭС
Сихвинская ПЭС (кор. 시화호조력발전소) — крупнейшая в мире на настоящий момент приливная электростанция, расположенная в заливе Сихва (кор. 시화호) на северо-западном побережье Южной Кореи. Электростанция обладает установленной мощностью 254 МВт и была запущена в августе 2011 года. На данный момент является крупнейшей приливной электростанцией мира, оттеснив на второе место многолетнего лидера — французскую приливную электростанцию Ранс.

## Расположение

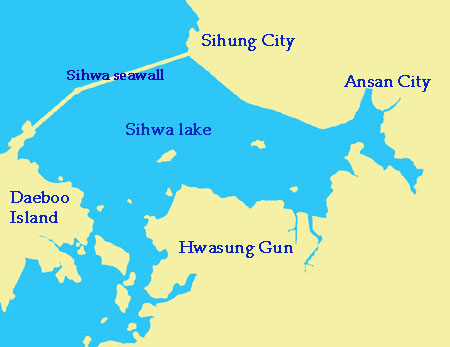
Карта местности

Электростанция располагается на северо-западном побережье Южной Кореи в провинции Кёнгидо на западе от города Ансан, примерно в 40 км к юго-западу от столицы Республики Кореи Сеула. Она использует силу Жёлтого моря, расположенного между Корейским полуостровом и Китаем. По причине большой площади залива и относительно небольшой глубины возникают сильные приливы. В бухте Асан, от которой отделен залив Сихва, амплитуда прилива составляет порядка 8 метров.
В регионе помимо Сихвинской ПЭС запланировано также строительство ещё трёх приливных электростанций:
- В бухте Гарорим 500 МВт
- В бухте Инчхон 1320 МВТ
- В бухте Хонсу 700 МВт

## История строительства
В период между 1987 и 1994 годами государственная корпорация Korea Water Resources Corporation построила дамбы изначально не с целью получения электроэнергии, а с целью отвоёвывания у моря новой территории, а также с целью создания резервуара пресной воды для орошения. После создания дамбы и отделения бухты от моря качество воды в ней начало стремительно ухудшаться из за слива городских и промышленных отходов, из-за чего применение воды для запланированных целей стало невозможным. Проведённое морским научно-исследовательским институтом Korea Ocean Research and Development Institute (KORDI) исследование показало, что для того, чтобы снова улучшить качество воды, необходимо обеспечить более активный водообмен с открытым морем.
Поэтому в 1997 году было решено сделать отверстие в дамбе, через которое морские течения смогут проникать в бухту. Это отверстие как положительный побочный эффект дало возможность использовать приливные силы для получения энергии и интегрировать в систему электростанцию. Поскольку цель получения энергии была менее значимой и подчинённой экологическим целям, электростанция была рассчитана только на одностороннее направление движения воды: только прибывающая вода крутит турбины, отлив же совершается без энергетического эффекта. При отливе вода через восемь пропускных сооружений просто сливается в море. То, что при этом возникает меньшее сопротивление, чем в приливных турбинах, обеспечивает повышенную водную циркуляцию. Таким образом с каждым циклом обменивается около четверти объёма бухты.
Строительство электростанции было начато в 2003 году. Рядом с основной дамбой была построена также временная подпорная стенка из огромных бетонных цилиндров, отделяющая запорные сооружения дамбы от моря. Таким образом возник отрезанный от воды участок моря, который был осушен. В этом участке и была сооружена электростанция. Строительство было произведено южнокорейской фирмой Daewoo Construction в сотрудничестве с австрийской фирмой VA Tech Hydro.
Параллельно со строительством электростанции с обеих сторон дамбы насыпаны два искусственных острова, «остров людей» и «остров природы», которые планируется использовать для туристических и рекреационных целей.
Запуск электростанции планировался в 2009 году — начале 2010 года, но многократно откладывался в ходе строительных работ. Станция открылась окончательно и запущена в коммерческое использование в августе 2011 года.

## Технические данные
Водохранилище/-Дамба
- Длина дамбы: 12,7 км[5]
- Объём водохранилища 324 миллионов. м³
- Площадь поверхности водохранилища: 56,5 км² (43,8 км²[5][6])
- Пропускные сооружения: 8 заслонок, 15,3 м × 12 м[6] (открываются при отливе)
- Расход морской воды: приблизительно 160 миллионов м³/день (соответствует приблизительно 50 % объёмов водохранилища)
- Высота прилива: 7,5 м

Электростанция
- Годовая выработка 550 ГВт-ч (ориентировочно соответствует потребности города в полмиллиона человек)[5]
- Высота падения воды: 5,82 м
- Количество турбин: 10 штук[5]
- Количество лопастей на турбине: 3 лопасти
- Мощность 25,4 МВт х 10 турбин = 254 МВт[5]
- Ёмкость 482 м³ / с на турбину
- Диаметр рабочего колеса: 7,5 м[5]
- Скорость вращения: 64,3 оборота в минуту[5]

Генераторы:
- Напряжение 10,2 кВ[5]
- Мощность: 26,76 МВА
- Частота: 60 Гц

## Стоимость строительства
Расходы на строительство дамбы составили порядка $646 миллионов плюс расходы на возведение самой электростанции в размере $382 миллионов.